# 落玫恋
《落玫恋》是陈美琪的首张个人音乐专辑，於2009年1月9日發售，代理商是上海索玛文化传播有限公司。

## 概要
回忆西湖风又雨
聆听陈美琪原音 重现新白情缘
陈美琪／落玫恋
- 本专辑正式发售日为2009年1月9日，1月7日为唱片首发会。
- 这是一张传真度极高的专辑CD、原音的HiFi唱片，除“今夕重提”与“西湖雨又风”外，其他歌曲均为男性音乐创作人所作词作曲。前三首歌都是原创歌曲，后面的全都是翻唱著名华人音乐家的经典老歌，其中“不夜情”与“明星”这两首歌为粤语形式演唱。
- 前2、3首歌均为陈美琪作词作曲，为追忆自己演出的电视剧《新白娘子传奇》的那段美好回忆。
- 亲笔签名的专辑附送一张精美海报。

## 收錄曲
1. 落玫恋 [5:15]
作詞：二娃@李军、作曲：二娃@李军
2. 今夕重提 [4:35]
作詞：陈美琪、作曲：二娃@李军
3. 西湖雨又风 [3:41]
作詞：陈美琪、作曲：陈美琪
4. 牵手 [5:05]
作詞：李子恒、作曲：李子恒
5. 一剪梅 [4:01]
作詞：佚名、作曲：佚名
6. 不夜情 [3:59]
作詞：林夕、作曲：罗大佑
7. 渡口 [3:57]
作詞：席慕蓉、作曲：杨弦
8. 白月光 [4:13]
作詞：李焯雄、作曲：松本俊明
9. 不了情 [5:14]
作詞：陶秦、作曲：王福龄
10. 明星 [4:10]
作詞：黄沾、作曲：黄沾